# Garnison de Shorncliffe
Le camp militaire de Shorncliffe est un grand camp militaire près de Cheriton dans le Kent. Fondé en 1794, il servit plus tard de relais aux troupes destinées au front occidental pendant la Première Guerre mondiale. Sa fermeture a été annoncée en 2016. 

## Histoire

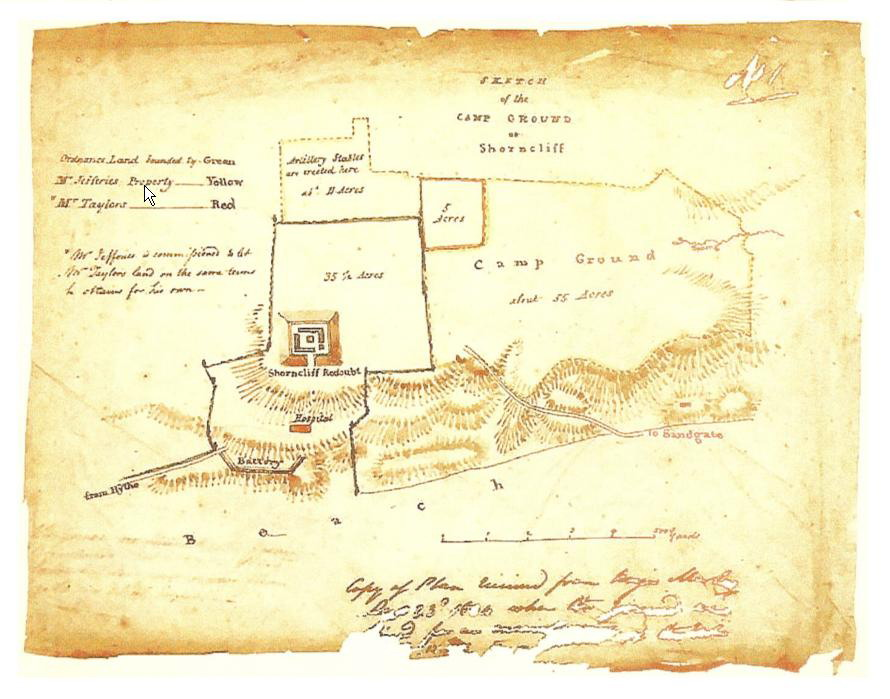
Carte datée de 1801 montrant la redoute de Shorncliffe à gauche et le terrain de camping à droite

Le camp a été créé en 1794 lorsque l'armée britannique a acheté plus de 229 acres de terrain à Shorncliffe. Il fut ensuite agrandi en 1796 et 1806. C'est à Shorncliffe qu'en 1803, Sir John Moore entraîna la division légère qui combattit sous les ordres du duc de Wellington dans les guerres napoléoniennes . 
Shorncliffe fut utilisé comme poste de rassemblement pour les troupes destinées au front occidental pendant la Première Guerre mondiale et en avril 1915, une division d'instruction canadienne y a été créée. Le Corps médical royal canadien avait des hôpitaux généraux basés à Shorncliffe de septembre 1917 à décembre 1918. À l'époque, le camp comprenait cinq sites connus sous le nom de casernes Moore, casernes Napier, casernes Risborough, casernes Ross et casernes Somerset. À trois reprises, des raids aériens allemands ont bombardé le camp. 
Pendant la Seconde Guerre mondiale, Shorncliffe a de nouveau été utilisée comme poste de rassemblement et la reine Mary a visité le camp en 1939. 
À partir de 1967, le camp abritait le Junior Infantryman's Battalion (JIB) et plus tard, le Infantry Junior Leaders Battalion (IJLB) jusqu'à la dissolution du recrutement de jeunes soldats en 1991. En 2011, le camp était composé des casernes Burgoyne, Sir John Moore, Napier, de Risborough et de Somerset. Les bataillons du Royal Gurkha Rifles sont basés à Sir John Moore Barracks, Shorncliffe depuis 2001. La 2e Brigade d'Infanterie était également basée à Sir John Moore Barracks jusqu'en janvier 2015. En novembre 2016, le secrétaire à la Défense, Sir Michael Fallon a annoncé à la Chambre des communes la fermeture de Somerset Barracks.

## Cimetière militaire de Shorncliffe
Le cimetière militaire de Shorncliffe qui dessert le camp est également la propriété du ministère de la Défense. Trois récipiendaires de la Croix de Victoria sont enterrés ici: 
- Soldat Patrick McHale (1826-1866), Royal Artillery, tué lors de la Révolte des Cipayes 1857
- Le sergent Joseph Charles Brennan (1818-1872), 5e régiment d'infanterie, tué lors de la Révolte des Cipayes 1857
- Soldat John Doogan (1853-1940), King's Dragoon Guards, tué lors de la première guerre des Boers

Il contient plus de 600 tombes de soldats du Commonwealth des deux guerres mondiales. Il y en a 471 de la Première Guerre mondiale, dont plus de 300 Canadiens et 6 membres du Corps de travailleurs chinois. Il y a 81 tombes de la Seconde Guerre mondiale, dont un soldat britannique non identifié et une tombe de guerre polonaise. Un mémorial sur un mur répertorie 18 soldats belges qui ont été enterrés à l'origine dans un mausolée aujourd'hui démoli. 